# Astronesthes indicus
Astronesthes indicus är en fiskart som beskrevs av Brauer 1902. Astronesthes indicus ingår i släktet Astronesthes och familjen Stomiidae. Inga underarter finns listade.